# Dworek Sierakowskich
Dworek Sierakowskich – klasycystyczny dworek w Sopocie, położony przy ul. Czyżewskiego 12. Od 1974 siedziba Towarzystwa Przyjaciół Sopotu. W budynku znajduje się również kawiarnia Dworek Cafe.

## Historia
Na planie Sopotu z 1714 pojawia się budynek położony w ogrodzie Andrzeja Borckmanna, ówczesnego burmistrza Gdańska.
Kolejna historyczna wzmianka o budynku pochodzi z dokumentu z 22 lipca 1782, gdy został sprzedany przez Jana Joachima Deptowskiego Karolowi Burskiemu. Kolejnymi właścicielami byli: od 21 czerwca 1793 – wdowa Ficht, od 14 października 1797 – hr. Kajetan Sierakowski, od 19 listopada 1805 jego żona – Helena z Dzieduszyckich, od 17 listopada 1814 – Daniel Gotthelf Frantzius, od 1 października 1904 – Friedrich Otto z Berlina, od 9 lutego 1923 – Gertruda i Fryderyk Kries. Po 1945 dworek przejęły władze miasta, w 1958 został przekazany Państwu Polskiemu, a w 1974 został przekazany nowo powstałemu Towarzystwu Przyjaciół Sopotu, w którego rękach pozostaje do dziś.
10 grudnia 1986 dworek został wpisany na listę zabytków Narodowego Instytutu Dziedzictwa.

## Architektura
We wnętrzu zachowały się elementy wystroju z przełomu XVIII i XIX w. oraz dwa piece z ok. 1800.